# Tweedmouth
Tweedmouth – osada w Anglii, w Northumberland, w dystrykcie (unitary authority) Northumberland. Leży 42,9 km od miasta Alnwick, 91,4 km od miasta Newcastle upon Tyne i 489,7 km od Londynu. W 1951 roku civil parish liczyła 6410 mieszkańców.